# Hospital de los Ríos
El hospital de los Ríos es un inmueble de la ciudad española de Córdoba.

## Descripción

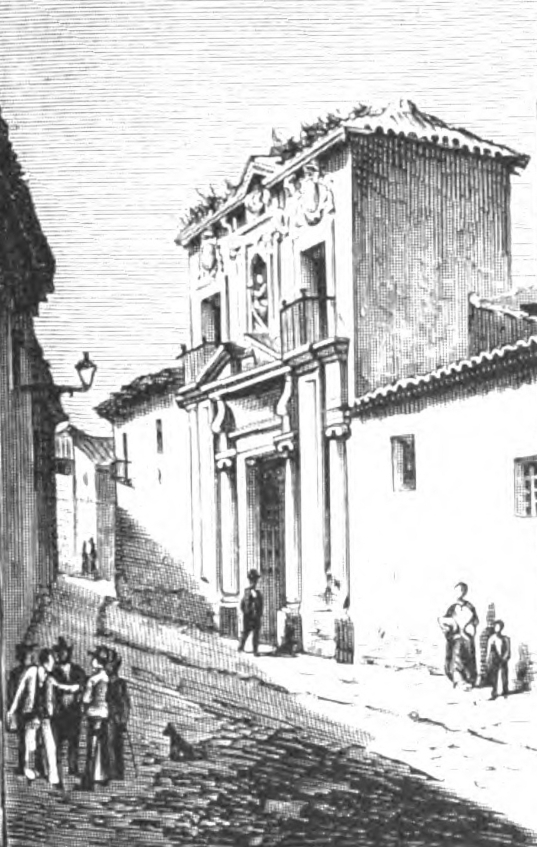
Hospital de Santa María de los Huérfanos en la segunda mitad del

El edificio, que puede aparecer referido por los nombres «Hospicio de Sta. Maria de los Huérfanos» y «hospital de los Ríos», se trata de un antiguo hospicio fundado a mediados del siglo XV.
Aparece descrito en el Indicador cordobés, ó sea Manual histórico-topogŕafico de la ciudad de Córdoba de Luis María Ramírez y de las Casas-Deza de la siguiente manera:

Hospicio de Sta. Maria de los Huérfanos, vulgo el hospital de los Rios. El Maestreescuela de la Sta. Iglesia de Córdoba D. Lopez Gutierrez de los Rios, electo obispo de Avila, por su testamento en 21 de junio de 1441 fundó y dotó esta casa para recoger pobres de ambos sexos, especialmente parientes del linage de los Ríos, y dejó por patronos á los varones descendientes de sus padres, y con ellos un beneficiado de la Sta. Iglesia Catedral.
(Ramírez y de las Casas-Deza, 1867, p. 173)